# Miami Open 1989 - Doppio maschile
Il doppio maschile del Miami Open 1989 è stato un torneo di tennis facente parte della categoria Grand Prix nell'ambito del Nabisco Grand Prix 1989.
John Fitzgerald e Anders Järryd erano i detentori del titolo, ma solo Järryd ha partecipato in coppia con Jakob Hlasek.
Hlasek e Järryd hanno battuto in finale Jim Grabb e Patrick McEnroe ritiratisi sul punteggio di 6–3.

## Teste di serie
1. Rick Leach /  Jim Pugh (primo turno)
2. Ken Flach /  Robert Seguso (secondo turno)
3. Sergio Casal /  Emilio Sánchez (terzo turno)
4. Paul Annacone /  Christo van Rensburg (terzo turno)
5. Kevin Curren /  David Pate (primo turno)
6. Jakob Hlasek /  Anders Järryd (campioni)
7. Tomáš Šmíd /  Mark Woodforde (terzo turno)
8. Jim Grabb /  Patrick McEnroe (finale)

1. Pieter Aldrich /  Danie Visser (semifinali)
2. Scott Davis /  Tim Wilkison (terzo turno)
3. Martin Davis /  Brad Drewett (primo turno)
4. Grant Connell /  Glenn Michibata (secondo turno)
5. Andrés Gómez /  Slobodan Živojinović (quarti di finale)
6. Tim Pawsat /  Laurie Warder (secondo turno)
7. Darren Cahill /  Mark Kratzmann (quarti di finale)
8. Johan Kriek /  Michael Mortensen (secondo turno)

## Tabellone

### Legenda
| - Q = Qualificato - WC = Wild card - LL = Lucky loser | - ALT = Alternate - SE = Special Exempt - PR = Protected Ranking | - w/o = Walkover - r = Ritirato - d = Squalificato |

### Finali
|  | Semifinali | Semifinali                            | Semifinali                  | Semifinali | Semifinali | Semifinali | Semifinali |  |  | Finale | Finale                     | Finale                     | Finale                     | Finale                     | Finale                     | Finale |  |
|  |            |                                       |                             |            |            |            |            |  |  |        |                            |                            |                            |                            |                            |        |  |
|  | 8          | Jim Grabb Patrick McEnroe             | 4                           | 7          | 6          | 7          | 6          |  |  |        |                            |                            |                            |                            |                            |        |  |
|  |            | Sammy Giammalva Jr. Glenn Layendecker | 6                           | 5          | 7          | 5          | 2          |  |  | 6      | Jim Grabb Patrick McEnroe  | Jim Grabb Patrick McEnroe  | Jim Grabb Patrick McEnroe  | Jim Grabb Patrick McEnroe  | Jim Grabb Patrick McEnroe  | 3r     |  |
|  | 6          | Jakob Hlasek Anders Järryd            | Jakob Hlasek Anders Järryd  | 7          | 4          | 6          | 7          |  |  |        | Jakob Hlasek Anders Järryd | Jakob Hlasek Anders Järryd | Jakob Hlasek Anders Järryd | Jakob Hlasek Anders Järryd | Jakob Hlasek Anders Järryd | 6      |  |
|  | 9          | Pieter Aldrich Danie Visser           | Pieter Aldrich Danie Visser | 5          | 6          | 2          | 5          |  |  |        |                            |                            |                            |                            |                            |        |  |

### Parte alta

#### Sezione 1
|  | Primo turno | Primo turno           | Primo turno           | Primo turno           | Primo turno           | Primo turno | Primo turno |  |  | Secondo turno | Secondo turno         | Secondo turno         | Secondo turno         | Secondo turno         | Secondo turno      | Secondo turno     |   |   | Terzo turno | Terzo turno          | Terzo turno          | Terzo turno          | Terzo turno        | Terzo turno       | Terzo turno |   |   | Quarti di finale | Quarti di finale | Quarti di finale | Quarti di finale | Quarti di finale | Quarti di finale | Quarti di finale |  |
|  |             |                       |                       |                       |                       |             |             |  |  |               |                       |                       |                       |                       |                    |                   |   |   |             |                      |                      |                      |                    |                   |             |   |   |                  |                  |                  |                  |                  |                  |                  |  |
|  | 1           | R Leach J Pugh        | R Leach J Pugh        | R Leach J Pugh        | 4                     | 6           | 3           |  |  |               |                       |                       |                       |                       |                    |                   |   |   |             |                      |                      |                      |                    |                   |             |   |   |                  |                  |                  |                  |                  |                  |                  |  |
|  |             | O Delaître D Nargiso  | O Delaître D Nargiso  | O Delaître D Nargiso  | 6                     | 4           | 6           |  |  |               | O Delaître D Nargiso  | O Delaître D Nargiso  | O Delaître D Nargiso  | O Delaître D Nargiso  | 6                  | 6                 |   |   |             |                      |                      |                      |                    |                   |             |   |   |                  |                  |                  |                  |                  |                  |                  |  |
|  |             | L Lavalle J Sánchez   | L Lavalle J Sánchez   | L Lavalle J Sánchez   | L Lavalle J Sánchez   | 7           | 6           |  |  |               | L Lavalle J Sánchez   | L Lavalle J Sánchez   | L Lavalle J Sánchez   | L Lavalle J Sánchez   | 3                  | 4                 |   |   |             |                      |                      |                      |                    |                   |             |   |   |                  |                  |                  |                  |                  |                  |                  |  |
|  |             | P Canè N Pereira      | P Canè N Pereira      | P Canè N Pereira      | P Canè N Pereira      | 6           | 1           |  |  |               |                       |                       |                       |                       |                    |                   |   |   |             | O Delaître D Nargiso | O Delaître D Nargiso | O Delaître D Nargiso | 3                  | 7                 | 6           |   |   |                  |                  |                  |                  |                  |                  |                  |  |
|  |             | B Levine J Sobel      | B Levine J Sobel      | B Levine J Sobel      | B Levine J Sobel      | 1           | 5           |  |  |               |                       |                       | T Muster C Panatta    | T Muster C Panatta    | T Muster C Panatta | 6                 | 6 | 2 |             |                      |                      |                      |                    |                   |             |   |   |                  |                  |                  |                  |                  |                  |                  |  |
|  |             | T Muster C Panatta    | T Muster C Panatta    | T Muster C Panatta    | T Muster C Panatta    | 6           | 7           |  |  |               | T Muster C Panatta    | T Muster C Panatta    | T Muster C Panatta    | 6                     | 6                  | 6                 |   |   |             |                      |                      |                      |                    |                   |             |   |   |                  |                  |                  |                  |                  |                  |                  |  |
|  |             | D Rostagno L Shiras   | D Rostagno L Shiras   | D Rostagno L Shiras   | 7                     | 4           | 4           |  |  | 16            | J Kriek M Mortensen   | J Kriek M Mortensen   | J Kriek M Mortensen   | 7                     | 4                  | 4                 |   |   |             |                      |                      |                      |                    |                   |             |   |   |                  |                  |                  |                  |                  |                  |                  |  |
|  | 16          | J Kriek M Mortensen   | J Kriek M Mortensen   | J Kriek M Mortensen   | 5                     | 6           | 6           |  |  |               |                       |                       |                       |                       |                    |                   |   |   |             | O Delaître D Nargiso | O Delaître D Nargiso | O Delaître D Nargiso | 2                  | 3                 | 3           |   |   |                  |                  |                  |                  |                  |                  |                  |  |
|  | 10          | S Davis T Wilkison    | S Davis T Wilkison    | S Davis T Wilkison    | S Davis T Wilkison    | 7           | 6           |  |  |               |                       |                       |                       |                       |                    |                   |   |   |             |                      | 8                    | J Grabb P McEnroe    | J Grabb P McEnroe  | J Grabb P McEnroe | 6           | 6 | 6 |                  |                  |                  |                  |                  |                  |                  |  |
|  |             | E Bengoechea J Frana  | E Bengoechea J Frana  | E Bengoechea J Frana  | E Bengoechea J Frana  | 6           | 1           |  |  | 10            | S Davis T Wilkison    | S Davis T Wilkison    | S Davis T Wilkison    | S Davis T Wilkison    | 6                  | 6                 |   |   |             |                      |                      |                      |                    |                   |             |   |   |                  |                  |                  |                  |                  |                  |                  |  |
|  |             | S Cannon M Fancutt    | S Cannon M Fancutt    | S Cannon M Fancutt    | 6                     | 4           | 3           |  |  |               | R Baxter S Guy        | R Baxter S Guy        | R Baxter S Guy        | R Baxter S Guy        | 4                  | 3                 |   |   |             |                      |                      |                      |                    |                   |             |   |   |                  |                  |                  |                  |                  |                  |                  |  |
|  |             | R Baxter S Guy        | R Baxter S Guy        | R Baxter S Guy        | 4                     | 6           | 6           |  |  |               |                       |                       |                       |                       |                    |                   |   |   |             | S Davis T Wilkison   | S Davis T Wilkison   | S Davis T Wilkison   | S Davis T Wilkison | 4                 | 2           |   |   |                  |                  |                  |                  |                  |                  |                  |  |
|  |             | A Mronz G Van Emburgh | A Mronz G Van Emburgh | A Mronz G Van Emburgh | A Mronz G Van Emburgh | 6           | 6           |  |  |               |                       | 8                     | J Grabb P McEnroe     | J Grabb P McEnroe     | J Grabb P McEnroe  | J Grabb P McEnroe | 6 | 6 |             |                      |                      |                      |                    |                   |             |   |   |                  |                  |                  |                  |                  |                  |                  |  |
|  |             | D Cassidy M Purcell   | D Cassidy M Purcell   | D Cassidy M Purcell   | D Cassidy M Purcell   | 3           | 2           |  |  |               | A Mronz G Van Emburgh | A Mronz G Van Emburgh | A Mronz G Van Emburgh | A Mronz G Van Emburgh | 0                  | 2                 |   |   |             |                      |                      |                      |                    |                   |             |   |   |                  |                  |                  |                  |                  |                  |                  |  |
|  |             | M Anger M Schapers    | M Anger M Schapers    | M Anger M Schapers    | M Anger M Schapers    | 5           | 3           |  |  | 8             | J Grabb P McEnroe     | J Grabb P McEnroe     | J Grabb P McEnroe     | J Grabb P McEnroe     | 6                  | 6                 |   |   |             |                      |                      |                      |                    |                   |             |   |   |                  |                  |                  |                  |                  |                  |                  |  |
|  | 8           | J Grabb P McEnroe     | J Grabb P McEnroe     | J Grabb P McEnroe     | J Grabb P McEnroe     | 7           | 6           |  |  |               |                       |                       |                       |                       |                    |                   |   |   |             |                      |                      |                      |                    |                   |             |   |   |                  |                  |                  |                  |                  |                  |                  |  |

#### Sezione 2
|  | Primo turno | Primo turno                   | Primo turno                   | Primo turno                   | Primo turno                   | Primo turno | Primo turno |  |  | Secondo turno | Secondo turno                 | Secondo turno                 | Secondo turno                 | Secondo turno                 | Secondo turno                 | Secondo turno           |   |   | Terzo turno | Terzo turno                   | Terzo turno               | Terzo turno               | Terzo turno          | Terzo turno | Terzo turno |   |   | Quarti di finale | Quarti di finale | Quarti di finale | Quarti di finale | Quarti di finale | Quarti di finale | Quarti di finale |  |
|  |             |                               |                               |                               |                               |             |             |  |  |               |                               |                               |                               |                               |                               |                         |   |   |             |                               |                           |                           |                      |             |             |   |   |                  |                  |                  |                  |                  |                  |                  |  |
|  | 4           | P Annacone C van Rensburg     | P Annacone C van Rensburg     | P Annacone C van Rensburg     | P Annacone C van Rensburg     | 6           | 7           |  |  |               |                               |                               |                               |                               |                               |                         |   |   |             |                               |                           |                           |                      |             |             |   |   |                  |                  |                  |                  |                  |                  |                  |  |
|  |             | J-L Clerc M Wilander          | J-L Clerc M Wilander          | J-L Clerc M Wilander          | J-L Clerc M Wilander          | 3           | 6           |  |  | 4             | P Annacone C van Rensburg     | P Annacone C van Rensburg     | P Annacone C van Rensburg     | 2                             | 6                             | 6                       |   |   |             |                               |                           |                           |                      |             |             |   |   |                  |                  |                  |                  |                  |                  |                  |  |
|  |             | R Deppe T Siegel              | R Deppe T Siegel              | R Deppe T Siegel              | R Deppe T Siegel              | 7           | 7           |  |  |               | R Deppe T Siegel              | R Deppe T Siegel              | R Deppe T Siegel              | 6                             | 4                             | 4                       |   |   |             |                               |                           |                           |                      |             |             |   |   |                  |                  |                  |                  |                  |                  |                  |  |
|  |             | R Smith P Wekesa              | R Smith P Wekesa              | R Smith P Wekesa              | R Smith P Wekesa              | 6           | 5           |  |  |               |                               |                               |                               |                               |                               |                         |   |   | 4           | P Annacone C van Rensburg     | P Annacone C van Rensburg | P Annacone C van Rensburg | 6                    | 6           | 5           |   |   |                  |                  |                  |                  |                  |                  |                  |  |
|  |             | S Giammalva Jr. G Layendecker | S Giammalva Jr. G Layendecker | S Giammalva Jr. G Layendecker | S Giammalva Jr. G Layendecker | 6           | 6           |  |  |               |                               |                               | S Giammalva Jr. G Layendecker | S Giammalva Jr. G Layendecker | S Giammalva Jr. G Layendecker | 3                       | 7 | 7 |             |                               |                           |                           |                      |             |             |   |   |                  |                  |                  |                  |                  |                  |                  |  |
|  |             | R Barlow P Carter             | R Barlow P Carter             | R Barlow P Carter             | R Barlow P Carter             | 3           | 3           |  |  |               | S Giammalva Jr. G Layendecker | S Giammalva Jr. G Layendecker | S Giammalva Jr. G Layendecker | S Giammalva Jr. G Layendecker | 6                             | 6                       |   |   |             |                               |                           |                           |                      |             |             |   |   |                  |                  |                  |                  |                  |                  |                  |  |
|  |             | M Flur T Svantesson           | M Flur T Svantesson           | M Flur T Svantesson           | 4                             | 7           | 5           |  |  | 14            | T Pawsat L Warder             | T Pawsat L Warder             | T Pawsat L Warder             | T Pawsat L Warder             | 3                             | 0                       |   |   |             |                               |                           |                           |                      |             |             |   |   |                  |                  |                  |                  |                  |                  |                  |  |
|  | 14          | T Pawsat L Warder             | T Pawsat L Warder             | T Pawsat L Warder             | 6                             | 5           | 7           |  |  |               |                               |                               |                               |                               |                               |                         |   |   |             | S Giammalva Jr. G Layendecker | 6                         | 4                         | 6                    | 6           | 6           |   |   |                  |                  |                  |                  |                  |                  |                  |  |
|  | 12          | G Connell G Michibata         | G Connell G Michibata         | G Connell G Michibata         | G Connell G Michibata         | 6           | 6           |  |  |               |                               |                               |                               |                               |                               |                         |   |   |             |                               |                           | S DeVries R Matuszewski   | 7                    | 6           | 3           | 2 | 4 |                  |                  |                  |                  |                  |                  |                  |  |
|  |             | P Lundgren M Pernfors         | P Lundgren M Pernfors         | P Lundgren M Pernfors         | P Lundgren M Pernfors         | 1           | 3           |  |  | 12            | G Connell G Michibata         | G Connell G Michibata         | G Connell G Michibata         | 6                             | 6                             | 2                       |   |   |             |                               |                           |                           |                      |             |             |   |   |                  |                  |                  |                  |                  |                  |                  |  |
|  |             | A Boetsch T Champion          | A Boetsch T Champion          | A Boetsch T Champion          | A Boetsch T Champion          | 6           | 7           |  |  |               | A Boetsch T Champion          | A Boetsch T Champion          | A Boetsch T Champion          | 3                             | 7                             | 6                       |   |   |             |                               |                           |                           |                      |             |             |   |   |                  |                  |                  |                  |                  |                  |                  |  |
|  |             | J Berger H de la Peña         | J Berger H de la Peña         | J Berger H de la Peña         | J Berger H de la Peña         | 2           | 5           |  |  |               |                               |                               |                               |                               |                               |                         |   |   |             | A Boetsch T Champion          | A Boetsch T Champion      | A Boetsch T Champion      | A Boetsch T Champion | 6           | 4           |   |   |                  |                  |                  |                  |                  |                  |                  |  |
|  |             | C Saceanu C-U Steeb           | C Saceanu C-U Steeb           | C Saceanu C-U Steeb           | C Saceanu C-U Steeb           | 6           | 5           |  |  |               |                               |                               | S DeVries R Matuszewski       | S DeVries R Matuszewski       | S DeVries R Matuszewski       | S DeVries R Matuszewski | 7 | 6 |             |                               |                           |                           |                      |             |             |   |   |                  |                  |                  |                  |                  |                  |                  |  |
|  |             | K Evernden M Laurendeau       | K Evernden M Laurendeau       | K Evernden M Laurendeau       | K Evernden M Laurendeau       | 7           | 7           |  |  |               | K Evernden M Laurendeau       | K Evernden M Laurendeau       | K Evernden M Laurendeau       | K Evernden M Laurendeau       | 6                             | 2                       |   |   |             |                               |                           |                           |                      |             |             |   |   |                  |                  |                  |                  |                  |                  |                  |  |
|  |             | S DeVries R Matuszewski       | S DeVries R Matuszewski       | S DeVries R Matuszewski       | 4                             | 7           | 6           |  |  |               | S DeVries R Matuszewski       | S DeVries R Matuszewski       | S DeVries R Matuszewski       | S DeVries R Matuszewski       | 7                             | 6                       |   |   |             |                               |                           |                           |                      |             |             |   |   |                  |                  |                  |                  |                  |                  |                  |  |
|  | 5           | K Curren D Pate               | K Curren D Pate               | K Curren D Pate               | 6                             | 6           | 3           |  |  |               |                               |                               |                               |                               |                               |                         |   |   |             |                               |                           |                           |                      |             |             |   |   |                  |                  |                  |                  |                  |                  |                  |  |

### Parte bassa

#### Sezione 3
|  | Primo turno | Primo turno               | Primo turno               | Primo turno               | Primo turno               | Primo turno | Primo turno |  |  | Secondo turno | Secondo turno             | Secondo turno             | Secondo turno             | Secondo turno             | Secondo turno             | Secondo turno             |   |   | Terzo turno | Terzo turno           | Terzo turno           | Terzo turno           | Terzo turno           | Terzo turno | Terzo turno |   |   | Quarti di finale | Quarti di finale | Quarti di finale | Quarti di finale | Quarti di finale | Quarti di finale | Quarti di finale |  |
|  |             |                           |                           |                           |                           |             |             |  |  |               |                           |                           |                           |                           |                           |                           |   |   |             |                       |                       |                       |                       |             |             |   |   |                  |                  |                  |                  |                  |                  |                  |  |
|  | 6           | J Hlasek A Järryd         | J Hlasek A Järryd         | J Hlasek A Järryd         | 6                         | 3           | 6           |  |  |               |                           |                           |                           |                           |                           |                           |   |   |             |                       |                       |                       |                       |             |             |   |   |                  |                  |                  |                  |                  |                  |                  |  |
|  |             | G Bloom J Yzaga           | G Bloom J Yzaga           | G Bloom J Yzaga           | 3                         | 6           | 1           |  |  | 6             | J Hlasek A Järryd         | J Hlasek A Järryd         | J Hlasek A Järryd         | J Hlasek A Järryd         | 7                         | 6                         |   |   |             |                       |                       |                       |                       |             |             |   |   |                  |                  |                  |                  |                  |                  |                  |  |
|  |             | C Motta L Scott           | C Motta L Scott           | C Motta L Scott           | C Motta L Scott           | 6           | 5           |  |  |               | S Stewart B Willenborg    | S Stewart B Willenborg    | S Stewart B Willenborg    | S Stewart B Willenborg    | 6                         | 4                         |   |   |             |                       |                       |                       |                       |             |             |   |   |                  |                  |                  |                  |                  |                  |                  |  |
|  |             | S Stewart B Willenborg    | S Stewart B Willenborg    | S Stewart B Willenborg    | S Stewart B Willenborg    | 7           | 7           |  |  |               |                           |                           |                           |                           |                           |                           |   |   | 6           | J Hlasek A Järryd     | J Hlasek A Järryd     | J Hlasek A Järryd     | J Hlasek A Järryd     | 7           | 6           |   |   |                  |                  |                  |                  |                  |                  |                  |  |
|  |             | C Mezzadri K Warwick      | C Mezzadri K Warwick      | C Mezzadri K Warwick      | C Mezzadri K Warwick      | 4           | 6           |  |  |               |                           |                           | J Gunnarsson M Gustafsson | J Gunnarsson M Gustafsson | J Gunnarsson M Gustafsson | J Gunnarsson M Gustafsson | 6 | 3 |             |                       |                       |                       |                       |             |             |   |   |                  |                  |                  |                  |                  |                  |                  |  |
|  |             | M De Palmer B Pearce      | M De Palmer B Pearce      | M De Palmer B Pearce      | M De Palmer B Pearce      | 6           | 7           |  |  |               | M De Palmer B Pearce      | M De Palmer B Pearce      | M De Palmer B Pearce      | M De Palmer B Pearce      | 5                         | 3                         |   |   |             |                       |                       |                       |                       |             |             |   |   |                  |                  |                  |                  |                  |                  |                  |  |
|  |             | J Gunnarsson M Gustafsson | J Gunnarsson M Gustafsson | J Gunnarsson M Gustafsson | J Gunnarsson M Gustafsson | 7           | 6           |  |  |               | J Gunnarsson M Gustafsson | J Gunnarsson M Gustafsson | J Gunnarsson M Gustafsson | J Gunnarsson M Gustafsson | 7                         | 6                         |   |   |             |                       |                       |                       |                       |             |             |   |   |                  |                  |                  |                  |                  |                  |                  |  |
|  | 11          | M Davis B Drewett         | M Davis B Drewett         | M Davis B Drewett         | M Davis B Drewett         | 6           | 1           |  |  |               |                           |                           |                           |                           |                           |                           |   |   | 6           | J Hlasek A Järryd     | J Hlasek A Järryd     | 5                     | 6                     | 6           | 6           |   |   |                  |                  |                  |                  |                  |                  |                  |  |
|  | 13          | A Gómez S Živojinović     | A Gómez S Živojinović     | A Gómez S Živojinović     | 3                         | 6           | 6           |  |  |               |                           |                           |                           |                           |                           |                           |   |   |             |                       | 13                    | A Gómez S Živojinović | A Gómez S Živojinović | 7           | 3           | 2 | 2 |                  |                  |                  |                  |                  |                  |                  |  |
|  |             | J-P Fleurian N Odizor     | J-P Fleurian N Odizor     | J-P Fleurian N Odizor     | 6                         | 3           | 2           |  |  | 13            | A Gómez S Živojinović     | A Gómez S Živojinović     | A Gómez S Živojinović     | A Gómez S Živojinović     | 7                         | 6                         |   |   |             |                       |                       |                       |                       |             |             |   |   |                  |                  |                  |                  |                  |                  |                  |  |
|  |             | I Lendl B Scanlon         | I Lendl B Scanlon         | I Lendl B Scanlon         | I Lendl B Scanlon         | 6           | 6           |  |  |               | I Lendl B Scanlon         | I Lendl B Scanlon         | I Lendl B Scanlon         | I Lendl B Scanlon         | 6                         | 2                         |   |   |             |                       |                       |                       |                       |             |             |   |   |                  |                  |                  |                  |                  |                  |                  |  |
|  |             | J Arias G Holmes          | J Arias G Holmes          | J Arias G Holmes          | J Arias G Holmes          | 2           | 3           |  |  |               |                           |                           |                           |                           |                           |                           |   |   | 13          | A Gómez S Živojinović | A Gómez S Živojinović | A Gómez S Živojinović | A Gómez S Živojinović | 6           | 7           |   |   |                  |                  |                  |                  |                  |                  |                  |  |
|  |             | A Ol'chovskij A Volkov    | A Ol'chovskij A Volkov    | A Ol'chovskij A Volkov    | A Ol'chovskij A Volkov    | 6           | 2           |  |  |               |                           | 3                         | S Casal E Sánchez         | S Casal E Sánchez         | S Casal E Sánchez         | S Casal E Sánchez         | 3 | 6 |             |                       |                       |                       |                       |             |             |   |   |                  |                  |                  |                  |                  |                  |                  |  |
|  |             | J Canter J Letts          | J Canter J Letts          | J Canter J Letts          | J Canter J Letts          | 7           | 6           |  |  |               | J Canter J Letts          | J Canter J Letts          | J Canter J Letts          | J Canter J Letts          | 2                         | 3                         |   |   |             |                       |                       |                       |                       |             |             |   |   |                  |                  |                  |                  |                  |                  |                  |  |
|  |             | G Muller P Sampras        | G Muller P Sampras        | G Muller P Sampras        | G Muller P Sampras        | 0           | 2           |  |  | 3             | S Casal E Sánchez         | S Casal E Sánchez         | S Casal E Sánchez         | S Casal E Sánchez         | 6                         | 6                         |   |   |             |                       |                       |                       |                       |             |             |   |   |                  |                  |                  |                  |                  |                  |                  |  |
|  | 3           | S Casal E Sánchez         | S Casal E Sánchez         | S Casal E Sánchez         | S Casal E Sánchez         | 6           | 6           |  |  |               |                           |                           |                           |                           |                           |                           |   |   |             |                       |                       |                       |                       |             |             |   |   |                  |                  |                  |                  |                  |                  |                  |  |

#### Sezione 4
|  | Primo turno | Primo turno                | Primo turno                | Primo turno                | Primo turno                | Primo turno | Primo turno |  |  | Secondo turno | Secondo turno              | Secondo turno              | Secondo turno              | Secondo turno            | Secondo turno          | Secondo turno          |   |   | Terzo turno | Terzo turno          | Terzo turno          | Terzo turno          | Terzo turno          | Terzo turno          | Terzo turno |   |   | Quarti di finale | Quarti di finale | Quarti di finale | Quarti di finale | Quarti di finale | Quarti di finale | Quarti di finale |  |
|  |             |                            |                            |                            |                            |             |             |  |  |               |                            |                            |                            |                          |                        |                        |   |   |             |                      |                      |                      |                      |                      |             |   |   |                  |                  |                  |                  |                  |                  |                  |  |
|  | 7           | T Šmíd M Woodforde         | T Šmíd M Woodforde         | T Šmíd M Woodforde         | T Šmíd M Woodforde         | 7           | 6           |  |  |               |                            |                            |                            |                          |                        |                        |   |   |             |                      |                      |                      |                      |                      |             |   |   |                  |                  |                  |                  |                  |                  |                  |  |
|  |             | B Dyke T Nijssen           | B Dyke T Nijssen           | B Dyke T Nijssen           | B Dyke T Nijssen           | 5           | 2           |  |  | 7             | T Šmíd M Woodforde         | T Šmíd M Woodforde         | T Šmíd M Woodforde         | T Šmíd M Woodforde       | 6                      | 6                      |   |   |             |                      |                      |                      |                      |                      |             |   |   |                  |                  |                  |                  |                  |                  |                  |  |
|  |             | T Mercer B Talbot          | T Mercer B Talbot          | T Mercer B Talbot          | T Mercer B Talbot          | 6           | 6           |  |  |               | O Camporese G Ivanišević   | O Camporese G Ivanišević   | O Camporese G Ivanišević   | O Camporese G Ivanišević | 1                      | 2                      |   |   |             |                      |                      |                      |                      |                      |             |   |   |                  |                  |                  |                  |                  |                  |                  |  |
|  |             | O Camporese G Ivanišević   | O Camporese G Ivanišević   | O Camporese G Ivanišević   | O Camporese G Ivanišević   | 7           | 7           |  |  |               |                            |                            |                            |                          |                        |                        |   |   | 7           | T Šmíd M Woodforde   | T Šmíd M Woodforde   | T Šmíd M Woodforde   | 6                    | 3                    | 0           |   |   |                  |                  |                  |                  |                  |                  |                  |  |
|  |             | J Clavet F Clavet          | J Clavet F Clavet          | J Clavet F Clavet          | 5                          | 7           | 6           |  |  |               |                            | 9                          | P Aldrich D Visser         | P Aldrich D Visser       | P Aldrich D Visser     | 2                      | 6 | 6 |             |                      |                      |                      |                      |                      |             |   |   |                  |                  |                  |                  |                  |                  |                  |  |
|  |             | P Baur U Riglewski         | P Baur U Riglewski         | P Baur U Riglewski         | 7                          | 6           | 4           |  |  |               | J Clavet F Clavet          | J Clavet F Clavet          | J Clavet F Clavet          | J Clavet F Clavet        | 0                      | 4                      |   |   |             |                      |                      |                      |                      |                      |             |   |   |                  |                  |                  |                  |                  |                  |                  |  |
|  |             | A Mancini E Masso          | A Mancini E Masso          | A Mancini E Masso          | 1                          | 7           | 3           |  |  | 9             | P Aldrich D Visser         | P Aldrich D Visser         | P Aldrich D Visser         | P Aldrich D Visser       | 6                      | 6                      |   |   |             |                      |                      |                      |                      |                      |             |   |   |                  |                  |                  |                  |                  |                  |                  |  |
|  | 9           | P Aldrich D Visser         | P Aldrich D Visser         | P Aldrich D Visser         | 6                          | 6           | 6           |  |  |               |                            |                            |                            |                          |                        |                        |   |   | 15          | P Aldrich D Visser   | P Aldrich D Visser   | P Aldrich D Visser   | 6                    | 6                    | 6           |   |   |                  |                  |                  |                  |                  |                  |                  |  |
|  | 15          | D Cahill M Kratzmann       | D Cahill M Kratzmann       | D Cahill M Kratzmann       | 6                          | 3           | 6           |  |  |               |                            |                            |                            |                          |                        |                        |   |   |             |                      |                      | D Cahill M Kratzmann | D Cahill M Kratzmann | D Cahill M Kratzmann | 3           | 4 | 2 |                  |                  |                  |                  |                  |                  |                  |  |
|  |             | K Jones J Rive             | K Jones J Rive             | K Jones J Rive             | 4                          | 6           | 3           |  |  | 15            | D Cahill M Kratzmann       | D Cahill M Kratzmann       | D Cahill M Kratzmann       | 6                        | 3                      | 7                      |   |   |             |                      |                      |                      |                      |                      |             |   |   |                  |                  |                  |                  |                  |                  |                  |  |
|  |             | G Luza G Pérez Roldán      | G Luza G Pérez Roldán      | G Luza G Pérez Roldán      | G Luza G Pérez Roldán      | 4           | 4           |  |  |               | J Stoltenberg T Woodbridge | J Stoltenberg T Woodbridge | J Stoltenberg T Woodbridge | 4                        | 6                      | 6                      |   |   |             |                      |                      |                      |                      |                      |             |   |   |                  |                  |                  |                  |                  |                  |                  |  |
|  |             | J Stoltenberg T Woodbridge | J Stoltenberg T Woodbridge | J Stoltenberg T Woodbridge | J Stoltenberg T Woodbridge | 6           | 6           |  |  |               |                            |                            |                            |                          |                        |                        |   |   | 15          | D Cahill M Kratzmann | D Cahill M Kratzmann | D Cahill M Kratzmann | D Cahill M Kratzmann | 6                    | 6           |   |   |                  |                  |                  |                  |                  |                  |                  |  |
|  |             | D Marcelino M Menezes      | D Marcelino M Menezes      | D Marcelino M Menezes      | D Marcelino M Menezes      | 3           | 6           |  |  |               |                            |                            | G Forget É Winogradsky     | G Forget É Winogradsky   | G Forget É Winogradsky | G Forget É Winogradsky | 3 | 2 |             |                      |                      |                      |                      |                      |             |   |   |                  |                  |                  |                  |                  |                  |                  |  |
|  |             | G Forget É Winogradsky     | G Forget É Winogradsky     | G Forget É Winogradsky     | G Forget É Winogradsky     | 6           | 7           |  |  |               | G Forget É Winogradsky     | G Forget É Winogradsky     | G Forget É Winogradsky     | 4                        | 6                      | 7                      |   |   |             |                      |                      |                      |                      |                      |             |   |   |                  |                  |                  |                  |                  |                  |                  |  |
|  |             | B Custer D Tyson           | B Custer D Tyson           | B Custer D Tyson           | B Custer D Tyson           | 4           | 6           |  |  | 2             | K Flach R Seguso           | K Flach R Seguso           | K Flach R Seguso           | 6                        | 4                      | 5                      |   |   |             |                      |                      |                      |                      |                      |             |   |   |                  |                  |                  |                  |                  |                  |                  |  |
|  | 2           | K Flach R Seguso           | K Flach R Seguso           | K Flach R Seguso           | K Flach R Seguso           | 6           | 7           |  |  |               |                            |                            |                            |                          |                        |                        |   |   |             |                      |                      |                      |                      |                      |             |   |   |                  |                  |                  |                  |                  |                  |                  |  |